# François Bayrou
François Bayrou (n. 25 mai 1951, Bordères, Aquitaine, Franța) este un om de stat francez, prim-ministru din 13 decembrie 2024.
Profesor agregat de litere clasice, s-a angajat în politică alături de Jean Lecanuet și a obținut primul său mandat electiv în 1982, devenind consilier general. Ulterior, a fost ales deputat de Pyrénées-Atlantiques (1986), președinte al consiliului general (1992), deputat european (1999), apoi primar al orașului Pau (2014).
Între 1993 și 1997, în cadrul a trei guverne de dreapta (Balladur, Juppé I și Juppé II), a fost ministru al Educației Naționale.
A fost președintele Centrului Democraților Sociali (CDS) între 1994 și 1995, al formațiunii Forța Democrată (FD) între 1995 și 1998, al Uniunii pentru Democrație Franceză (UDF) între 1998 și 2007 și al Mișcării Democrate (MoDem) – pe care a fondat-o – din 2007 până în prezent. S-a ancorat treptat în centru, după ce fusese tradițional plasat în centru-dreapta.
De trei ori s-a prezentat la alegerile prezidențiale. A obținut locul al patrulea în 2002 cu 6,8 % din voturile exprimate, locul al treilea în 2007 cu 18,6 % și locul al cincilea în 2012 cu 9,1 %. În 2017, a renunțat la candidatură în favoarea susținerii lui Emmanuel Macron.
După ce Emmanuel Macron a devenit președinte al Republicii, l-a numit pe François Bayrou ministru al Justiției în primul guvern condus de Édouard Philippe. Însă, fiind implicat în afacerea privind asistenții parlamentari ai MoDem în Parlamentul European, nu a fost reconfirmat în funcție o lună mai târziu.
Emmanuel Macron l-a numit în 2020 în funcția de înalt comisar pentru planificare, apoi prim-ministru patru ani mai târziu, într-un context de criză politică, după alegerile legislative anticipate din 2024 și răsturnarea lui Michel Barnier. La fel ca predecesorul său, François Bayrou conduce un guvern minoritar (EPR-LR).

## Biografie

### Origini
François René Jean Lucien Bayrou s-a născut la 25 mai 1951 în Bordères (Basses-Pyrénées), într-o familie de agricultori. Are o soră, Lucienne, căsătorită Marot, oftalmolog în Pau, cu un an mai tânără decât el.
Tatăl său, Calixte (1909–1974), a fost primar al localității Bordères între 1947 și 1953. La alegerile cantonale din 1949, în cantonul Nay-Est, a fost înfrânt după ce s-a prezentat sub eticheta MRP, partid democrat-creștin care îi retrăsese sprijinul. François Bayrou avea să mărturisească: „Dacă tata ar fi știut că fiul său, care nici măcar nu era născut, avea să devină președintele aceluiași partid care l-a respins...”.
Mama sa, Emma, născută Sarthou (1918–2009), era originară din Serres-Morlaàs. François Bayrou afirmă: „Mama iubea politica politicianistă, tata marile probleme ale lumii și discursurile politice pe care le asculta la radio. Poate că am moștenit câte ceva de la amândoi.”.
Stră-unchiul său patern, Lucien Bayrou (1883–1949), este considerat primul intelectual din familie: profesor, s-a prezentat la alegerile legislative din 1936 sub culorile mișcării Action française.
De origine din Béarn, François Bayrou vorbește fluent limba locală (béarnais) și militează pentru conservarea limbilor regionale.

### Copilărie și școlarizare
Pe la șapte-opt ani, François Bayrou suferă de bâlbâială, o tulburare pe care va învăța să o stăpânească de-a lungul anilor, în special datorită unor cursuri de artă dramatică.
După ce urmează școala primară în Bordères, obține în 1968 diploma de bacalaureat în litere clasice (franceză, latină, greacă) la liceul public din Nay-Bourdettes.
Își continuă studiile în clase pregătitoare literare (hypokhâgne și khâgne) la liceul Michel de Montaigne din Bordeaux, apoi la Universitatea Bordeaux-III, unde redactează în 1972 o disertație de master despre Le Mystère de la charité de Jeanne d’Arc de Charles Péguy. În 1974 obține agrégation-ul în litere clasice și predă apoi la Pau până în 1979.
Cu câteva zile înainte de examenul de agrégation, tatăl său moare căzând dintr-un car cu fân. François Bayrou își ajută mama la ferma familiei timp de zece ani, în paralel cu cariera de învățător. Renunță la învățământ în 1984.

### Viață privată
În 1971, se căsătorește cu Élisabeth Perlant, cunoscută sub numele de „Babeth”, profesoară de limbi clasice și profesoară de cateheză. Cuplul are șase copii:
- Hélène (1972)[32], profesoară în clase pregătitoare literare[32];
- Marie (1973)[32], absolventă a École polytechnique (promoția 1994)[33]; este căsătorită cu Jean-Laurent Donato, din aceeași promoție a École polytechnique[34] și absolvent al École nationale supérieure des mines de Paris (promoția 1996)[35][36];
- Dominique (1977)[32], medic[36] la Saint-Jean-de-Luz[37];
- Calixte (1982)[32], medic veterinar[36] și profesor-cercetător la Facultatea de Medicină Veterinară a Universității din Liège, Belgia[38][39];
- Agnès (1986)[32], profesoară și doctor în științe politice[36];
- André (1988)[32], fost elev al École normale supérieure, agrégé în litere clasice și doctor în literatură franceză[36].

Încă din copilărie, François Bayrou este un catolic practicant. În adolescență, își exprimă regretul față de dispariția liturghiei în limba latină. Împreună cu soția sa, frecventează încă de la început comunitatea Béatitudes din Nay. Cei șase copii primesc o educație creștină și sunt școlarizați în instituția Notre-Dame de Bétharram, unde soția sa predă o perioadă cateheză.
Trăiește între Paris, unde locuiește într-un apartament cu două camere, și Bordères, satul său natal, unde crește cai pursânge.

## Parcurs politic

### Începuturi și ascensiune (1974-1993)
François Bayrou nu participă la Mai 1968. La universitate, deși este abonat la Action française, este apropiat de mișcările non-violente, în special de comunitatea lui Lanza del Vasto⁠(d), și spune că se inspiră din Gandhi. În ciuda convingerilor sale religioase, nu se alătură Jeunesse étudiante chrétienne (Tineretul student creștin). Începând cu începutul anilor 1970, este membru al organizației Amitié Charles Péguy, pe care o citează ca reper intelectual.

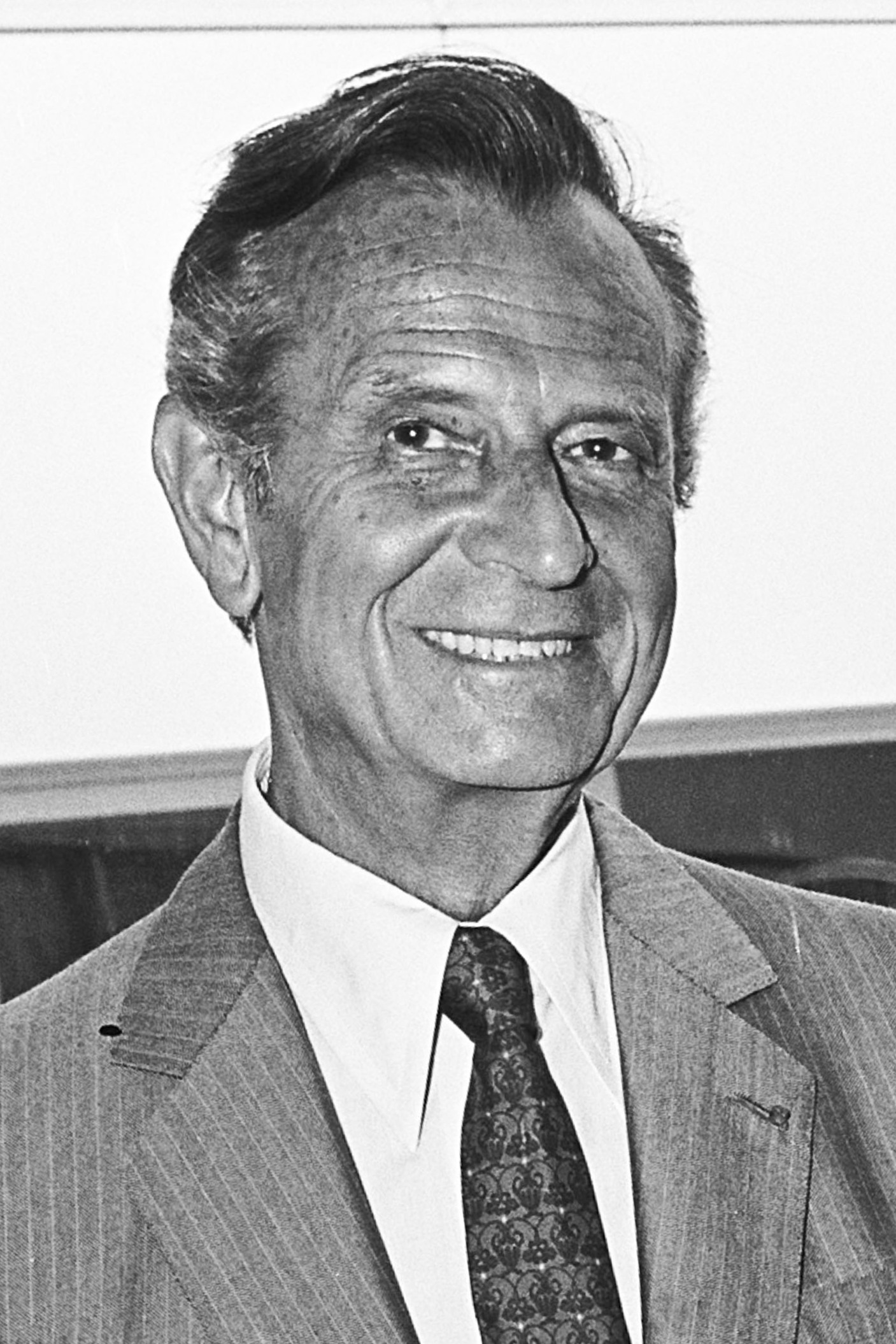
Jean Lecanuet

Intră în politică în 1974, după ce obține agregarea în litere clasice, alăturându-se Centre démocrate (CD) condus de Jean Lecanuet, candidat la alegerile prezidențiale din 1965 împotriva generalului de Gaulle. Partidul devine în 1976 Centre des démocrates sociaux (CDS), iar François Bayrou este considerat drept „scribul” lui Lecanuet.
Între 1979 și 1981, este detașat la cabinetul lui Pierre Méhaignerie, ministru al Agriculturii în al treilea guvern Raymond Barre, unde este însărcinat cu misiuni și perceput ca „pana” acestuia.
În 1980 devine secretar național al CDS și redactor-șef al Démocratie moderne, ziarul mișcării.
Între 1981 și 1982, este însărcinat cu misiuni în cabinetul lui Alain Poher⁠(d), președintele Senatului.
Reîncadrat în Ministerul Educației Naționale după alegerea socialistului François Mitterrand, este repartizat în februarie 1982 la colegiul Léon-Bérard din Saint-Palais (Pyrénées-Atlantiques), unde nu va preda, nefiindu-i propus niciun post. În martie, este ales consilier general al departamentului Pyrénées-Atlantiques, mandat pe care îl va păstra timp de douăzeci și șase de ani.
În 1984, este numit consilier al președintelui Parlamentului European, Pierre Pflimlin⁠(d); va ocupa această funcție până la alegerea sa în Adunarea Națională, doi ani mai târziu.
La alegerile legislative din 1986, este ales deputat de Pyrénées-Atlantiques cu sprijinul UDF, câștigând prin scrutin proporțional pe o listă de uniune cu neo-gaulliștii din RPR, alături de Jean Gougy și Michèle Alliot-Marie⁠(d). În timpul coabitării care a urmat, este numit președinte al grupului permanent de luptă împotriva analfabetismului de către Philippe Séguin, ministru al Afacerilor Sociale și al Muncii. După revenirea la scrutinul majoritar uninominal în 1988, este, începând din acel moment și până în 2012, ales fără întrerupere în a 2-a circumscripție din Pyrénées-Atlantiques. În 1989, pierde alegerile municipale de la Pau în fața lui André Labarrère⁠(d), lista sa obținând 48 % din voturi în turul al doilea.
În urma acestui scrutin și în perspectiva alegerilor europene, face parte dintr-un grup de doisprezece politicieni în jur de treizeci sau patruzeci de ani, figuri emergente ale centrului și dreptei, care cer reînnoirea aparatului politic al RPR și UDF, criticând dur figurile istorice ale acestor două mișcări, considerate învechite (Jacques Chirac, Valéry Giscard d'Estaing, Raymond Barre), și făcând apel la formarea unui nou mare partid unic de dreapta. Supranumiți „renovatorii”, aceștia se află atunci în prim-planul scenei mediatice în primăvara anului 1989. Alături de Bernard Bosson și Dominique Baudis, precum și de conducerea Centre des démocrates sociaux (CDS), François Bayrou decide, de asemenea, să sprijine la alegerile europene lista disidentă Le Centre pour l'Europe, condusă de Simone Veil, în opoziție cu lista de uniune RPR-UDF, condusă de fostul președinte al Republicii Valéry Giscard d'Estaing.
Divergențele ideologice, în special în ceea ce privește proiectul european și integrarea lor progresivă în echipele de conducere ale partidelor respective, pun rapid capăt experienței „renovatorilor”, iar François Bayrou nu se alătură „neo-renovatorilor” în 1990. Pe atunci ostil ideii unei „a treia forțe” din cauza sistemului de vot majoritar în două tururi, François Bayrou se opune constituirii listei disidente a lui Simone Veil la europene, precum și formării grupului UDC de către deputații CDS în urma legislativelor din 1988. Este atunci criticat de numeroși lideri ai CDS, pentru care partidul este dizolvat în vasta UDF: calificat drept „giscardian” de către aceștia, nu mai este invitat să ia cuvântul la congresele democraților-creștini. În 1991, este ales de Valéry Giscard d'Estaing pentru a fi secretar general al UDF.

### Ministru al Educației Naționale (1993–1997)
La 30 martie 1993, François Bayrou este numit ministru al Educației Naționale în guvernul de condus de Édouard Balladur. El propune o reformă a legii Falloux, vizând eliminarea plafonului ce limita posibilitatea colectivităților locale de a subvenționa investițiile instituțiilor de învățământ privat. La 13 ianuarie 1994, Consiliul Constituțional anulează articolul 2 al legii, golind-o astfel de o parte esențială din conținutul său. Pe 16 ianuarie, aproximativ 600.000 de persoane manifestă împotriva acestui proiect, pentru apărarea școlii laice. În fața unui val de manifestații, el susține, de asemenea, contractul de inserție profesională, cunoscut și sub denumirea de „Smic jeunes” (în română „salariul minim pentru tineri”), abandonat în cele din urmă imediat după emisiunea televizată Demain les jeunes.

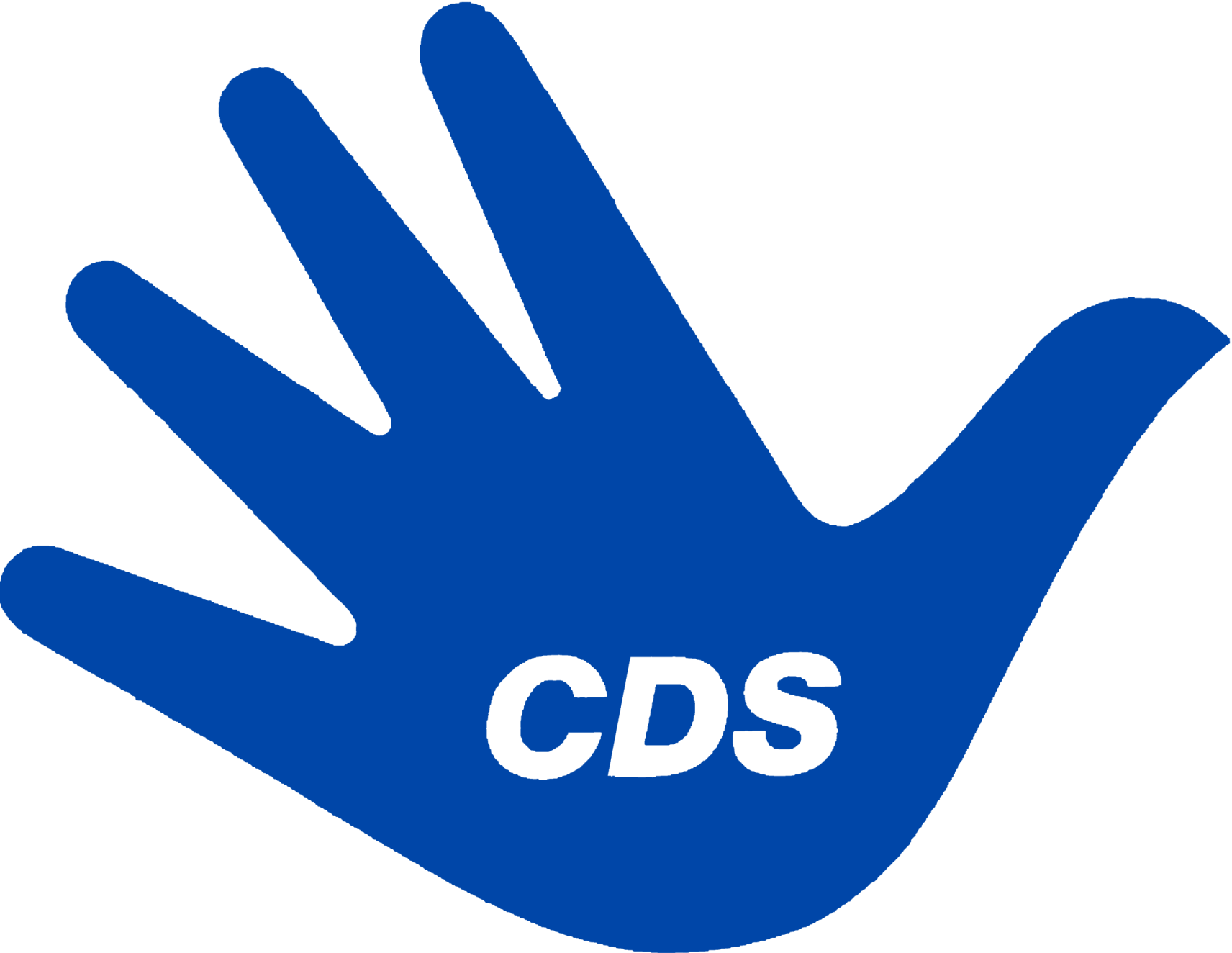
Logo-ul Centre des démocrates sociaux (CDS), componentă a UDF al cărei președinte este François Bayrou.

La 10 decembrie 1994, în timp ce lucrarea sa Henri IV, le Roi libre (în română „Henric al IV-lea, Regele liber”) era un succes editorial, este ales președinte al CDS, funcție în care îl succede pe Pierre Méhaignerie, după ce fusese anterior vicepreședinte al formațiunii. Cu această ocazie, declară de la tribuna congresului: „De parcă doar genetica ar permite să intri în această familie!”, în timp ce pe primul rând al asistenței se aflau fiii lui Pierre Baudis (Dominique Baudis), Charles Bosson (Bernard Bosson), Noël Barrot (Jacques Barrot⁠(d)) și Alexis Méhaignerie (Pierre Méhaignerie). Continuă să aibă dușmănii solide în interiorul propriului partid.
Cu câteva luni înainte de alegerile prezidențiale din 1995, se întâlnește în secret cu comisarul european Jacques Delors, considerat favorit pentru a deveni candidatul socialist (cu orientare social-democrată), pentru care Bayrou nutrește o simpatie profundă: această întrevedere are loc la scurt timp după alegerea sa ca președinte al CDS, formațiune formată din militanți fideli prim-ministrului Édouard Balladur, și el considerat candidat potențial. În cele din urmă, Bayrou nu îi promite lui Jacques Delors sprijinul din primul tur, ceea ce contribuie la decizia acestuia din urmă de a nu candida la alegeri. Îl susține astfel pe Édouard Balladur, făcând parte din comitetul său politic alături de Charles Pasqua, Nicolas Sarkozy și François Léotard⁠(d).
În ciuda sprijinului acordat candidaturii prezidențiale a prim-ministrului și deși s-a opus proiectului de referendum privind educația propus de candidatul câștigător Jacques Chirac, François Bayrou obține în primul guvern al lui Alain Juppé un portofoliu extins, incluzând Învățământul superior, Cercetarea și Formarea profesională. În al doilea guvern Juppé, pierde responsabilitatea pentru Formarea profesională, dar rămâne ministru al Educației Naționale până la dizolvarea Adunării Naționale de către Jacques Chirac, în 1997. Alegerile anticipate care urmează sunt câștigate de stânga pluralistă.
La congresul de la Lyon din noiembrie 1995, el fuzionează CDS cu Partidul Social-Democrat (PSD), formațiune de tradiție laică afiliată și ea la UDF, în rândurile căreia se număra, printre alții, și André Santini. Astfel ia naștere Force démocrate (FD – Forța Democrată). În 1996, sprijină candidatura unui om din generația sa, François Léotard⁠(d), pentru a împiedica realegerea lui Valéry Giscard d’Estaing în fruntea UDF.
În perioada în care a fost ministru, François Bayrou conduce o amplă reflecție asupra condiției profesorilor și elevilor. El inițiază o reformă a colegiului (collège), reformează învățământul superior (introducerea sistemului semestrial, semestrul de orientare în primul an, înființarea universităților de profesionalizare tehnologică), instituie bacalaureatul pe filiere — în vigoare până în 2019 — și introduce limbile străine moderne în școala primară.
Din mandatul său la conducerea Ministerului Educației, opinia publică reține, după reforma eșuată în favoarea învățământului privat (unde a fost acuzat că ar fi dorit „să reformeze cu sabia”), o metodă de reformă prudentă și bazată pe consultări cu organizațiile sindicale, ceea ce i-a atras critici de imobilism. Roger Fauroux, pe care Bayrou îl însărcinase să prezideze o comisie privind reforma școlii, s-a arătat critic, afirmând că François Bayrou guverna „cu sondoscopul la cingătoare”.

### În timpul celei de-a treia coaliții (1997–2002)
În urma alegerilor legislative din 1997, François Bayrou preia conducerea grupului Union pour la démocratie française (UDF) în Adunarea Națională și consolidează Force démocrate (FD). În anul următor, Philippe Douste-Blazy îl înlocuiește la conducerea grupului parlamentar UDF-Alliance.
După alegerile regionale din 1998, fostul ministru al Economiei din guvernul Alain Juppé, Alain Madelin, împreună cu alți lideri ai Démocratie libérale (DL), aprobă sprijinul oferit de aleșii Frontului Național (FN) președinților de regiuni realeși, în timp ce François Bayrou respinge orice alianță cu extrema dreaptă. În timp ce acesta din urmă urmărește înlocuirea UDF-ului de orientare giscardiană cu un „mare partid de centru–centru-dreapta” ostil oricărei apropieri de FN, DL părăsește UDF-ul.
În acest context, la 16 septembrie 1998, François Bayrou este ales președinte al UDF, din care o mare parte a militanților liberali plecaseră alături de Alain Madelin. El obține din partea componentelor confederației acceptul pentru constituirea unei organizații mai unitare, Noua UDF (la Nouvelle UDF — card unic de membru, sediu comun), pe care o propusese încă dinaintea alegerii sale la conducerea partidului.

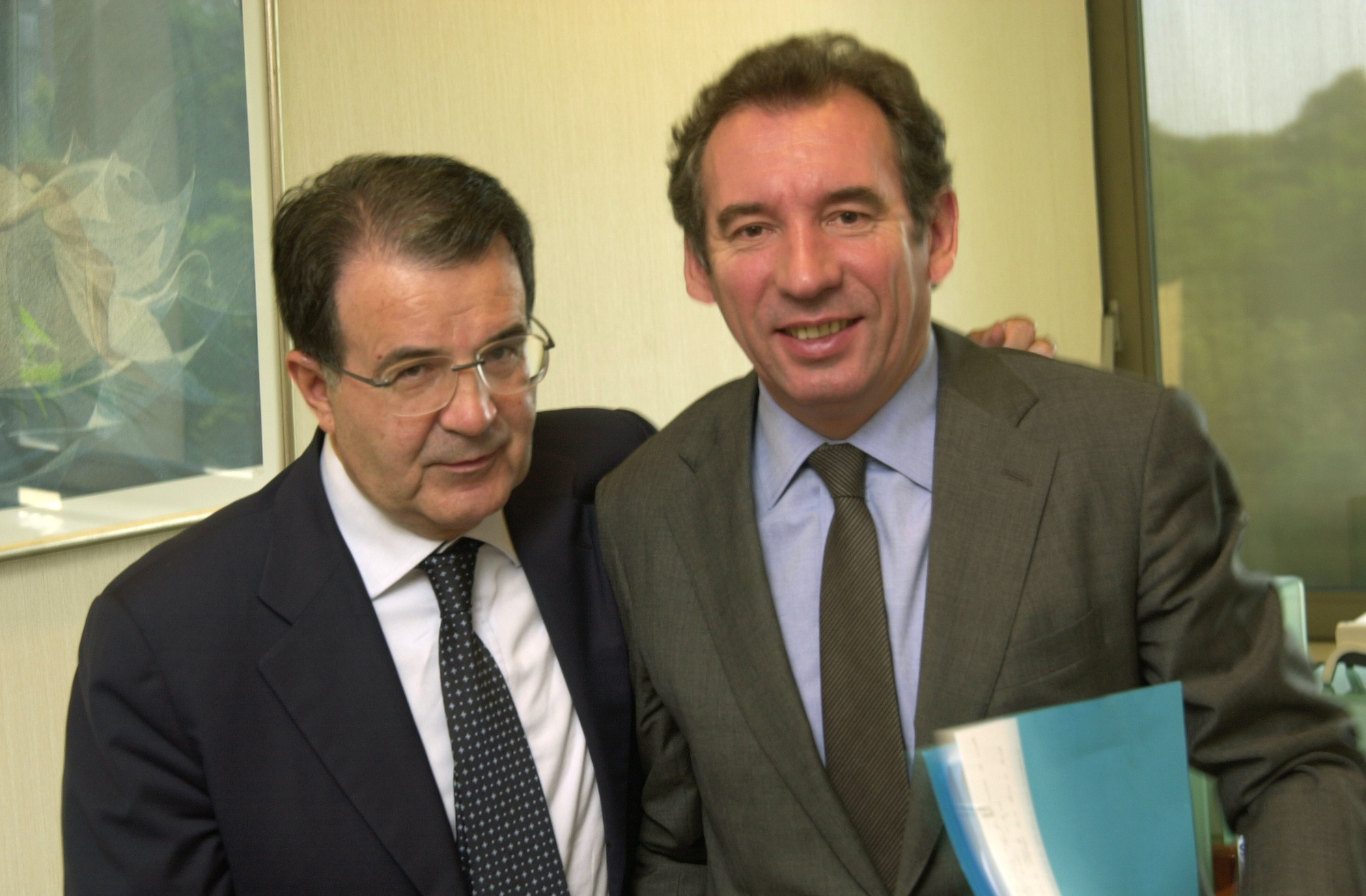
François Bayrou alături de Romano Prodi, președintele Comisiei Europene, în 2001.

La alegerile europene din 1999, François Bayrou conduce lista UDF, care obține 9,28 % din voturi. Spre deosebire de contracandidații săi principali — François Hollande și Nicolas Sarkozy —, el își respectă angajamentul de a merge la Strasbourg și devine deputat european. Cea de-a doua pe listă, Nicole Fontaine, devine președinta Parlamentului European.

### Candidatura la alegerile prezidențiale din 2002
François Bayrou se prezintă ca și candidat oficial al UDF la alegerile prezidențiale din 2002. Campania sa începe dificil, sondajele acordându-i mult timp mai puțin de 5 % din intențiile de vot, în timp ce mai mulți lideri ai propriului său partid, UDF, îndeamnă la vot pentru Jacques Chirac încă din primul tur. În timpul campaniei prezidențiale, în cartierul Meinau din Strasbourg, în timpul unei altercații cu tineri care au insultat-o pe primărița orașului, Fabienne Keller⁠(d), cu care se afla, el îl pălmuiește în fața camerelor pe Yacine Ghanem, în vârstă de 11 ani, care încerca, conform declarațiilor imediate ale lui Bayrou, să îi fure din buzunare. Când a fost întrebat despre acest incident câteva zile mai târziu, a răspuns că este „un gest de tată de familie [...] fără gravitate”.
El se clasează pe locul al patrulea în primul tur al scrutinului, cu 1.949.170 de voturi (6,84 % din voturile exprimate), cu peste nouă puncte în urma prim-ministrului socialist Lionel Jospin și cu doar un punct înaintea trotskistei Arlette Laguiller. În departamentul său, Pyrénées-Atlantiques, obține cel mai bun scor (13,1 %). Depășind pragul de 5 % din voturile exprimate, primește rambursarea cheltuielilor de campanie (7,4 milioane de euro din 8,8 milioane cheltuite).
În perioada dintre cele două tururi, îl îndeamnă pe Jacques Chirac, care se confruntă în turul doi cu Jean-Marie Le Pen, să formeze o coaliție largă pornind de la majoritatea sa din turul doi. Președintele în exercițiu încearcă, dimpotrivă, împreună cu Alain Juppé, să unească dreapta și centrul într-un singur partid, Uniunea pentru Majoritatea Prezidențială (UMP). Majoritatea parlamentarilor UDF, conduși de Philippe Douste-Blazy, părăsesc UDF pentru a se alătura UMP. Totuși, 30 de deputați UDF și afiliați sunt aleși la alegerile legislative din iunie și formează un grup parlamentar pentru legislatura a XII-a (2002-2007). Printre aceștia se află François Bayrou, care revine în Adunarea Națională, fiind ales în a doua circumscripție a Pyrénées-Atlantiques și părăsește astfel Parlamentul European, unde este înlocuit de Jean-Thomas Nordmann.

### Sub al doilea mandat prezidențial al lui Jacques Chirac (2002–2007)
Opunându-se afirmat „statului-UMP” încă de la prima moțiune de încredere solicitată de guvernul Jean-Pierre Raffarin, François Bayrou își anunță intenția de a se pronunța liber asupra fiecărei acțiuni a guvernului.

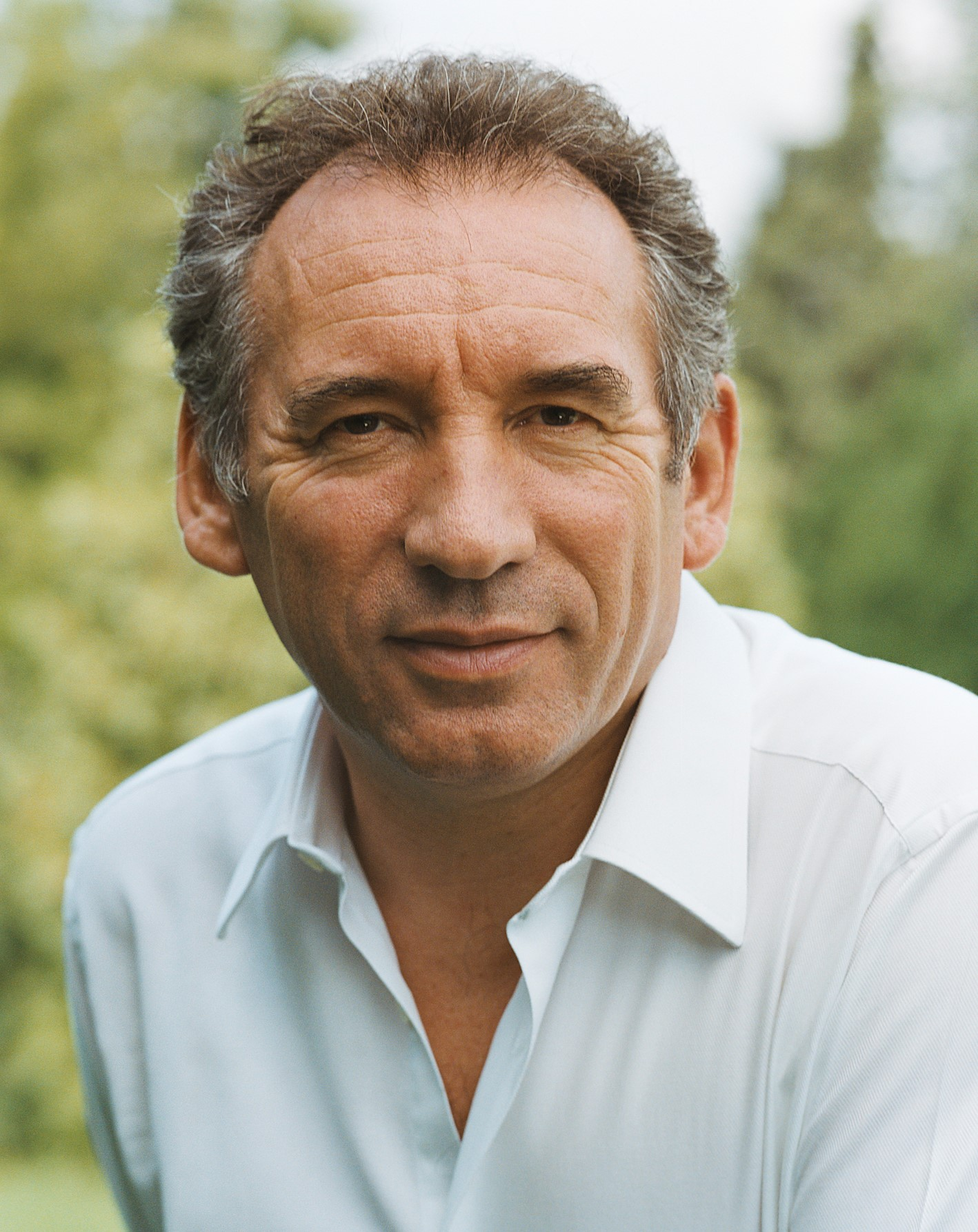
François Bayrou în 2006.

La alegerile regionale din 2004, UDF obține 12 % din voturi. În Aquitania, cu 16,1 % din voturi, lista condusă de François Bayrou ajunge pe locul al treilea, în urma listei de stânga a președintelui în exercițiu, Alain Rousset⁠(d), care este reales imediat, și a celei conduse de Xavier Darcos⁠(d) (UMP). Devansate în toate regiunile de UMP, listele UDF fuzionează cu cele ale UMP în turul al doilea. La alegerile cantonale desfășurate în același timp, candidații UDF obțin în medie 4,8 % din voturi în primul tur, iar partidul pierde 269 de aleși la finalul turului doi.
Totuși, la alegerile europene din 2004, UDF reunește 12 % din voturi și câștigă doi aleși. Partidul părăsește atunci grupul parlamentar de dreapta PPE-DE, din care face parte și UMP, pentru a se alătura, împreună cu aliații săi din Partidul Democrat European, grupului Alianța Democraților și Liberalilor pentru Europa (ADLE).
În 2005 și 2006, François Bayrou se opune tot mai mult politicii guvernului condus de Dominique de Villepin, atât în privința conținutului, cât și a metodelor — în special disprețului în care este ținut, după părerea sa, Parlamentul (în chestiuni precum aderarea Turciei la Uniunea Europeană, privatizarea autostrăzilor, introducerea prin ordonanță a Contractului pentru noi angajări – CNE, etc.). În noiembrie 2005, într-o situație fără precedent, jumătate dintre deputații UDF, inclusiv François Bayrou, votează împotriva bugetului, în condițiile în care UMP avertizase că o asemenea decizie ar plasa partidul centrist în opoziție.
Linia politică a lui François Bayrou este contestată de unicul ministru UDF din guvern, ministrul Educației Naționale, Gilles de Robien⁠(d), favorabil unei alianțe cu UMP. La sfârșitul anului 2005, acesta cere ca militanții să fie chemați să se pronunțe. Un congres este organizat în ianuarie 2006 la Lyon, însă Gilles de Robien renunță să prezinte o moțiune și să participe, denunțând un eveniment controlat de conducerea în exercițiu; moțiunea în favoarea unei UDF „libere și independente”, prezentată de François Bayrou, este aprobată în proporție de 92 %.
Când Partidul Socialist depune o moțiune de cenzură împotriva guvernului Villepin pe 16 mai 2006, în contextul afacerii Clearstream 2, François Bayrou și zece deputați din grupul său (din treizeci) votează pentru moțiune. Vorbind despre o „diluență” și o „prăbușire a statului”, președintele UDF declară că „nodul de ură” dintre chiraquieni și sarkozyști „nu poate să mai dureze un an”. Este prima moțiune de cenzură votată de François Bayrou împotriva unui guvern de dreapta.
Totuși, președintele UDF nu exclude sprijinul acordat, „de la caz la caz”, unor membri ai UMP: de exemplu, își exprimă susținerea pentru lista candidatului Alain Juppé la alegerile municipale parțiale din Bordeaux, în august 2006.

### Candidatura la alegerile prezidențiale din 2007
În iunie 2006, în cadrul unui consiliu național statutar al UDF desfășurat la Issy-les-Moulineaux, François Bayrou conturează marile linii ale ambițiilor sale prezidențiale, propunând o „revoluție civică” și afirmând că dorește să reunească personalități din dreapta, din stânga și din centru. În timpul congresului, Gilles de Robien⁠(d), partizan al unei alianțe cu dreapta, este huiduit de militanții din sală.
François Bayrou își anunță candidatura la alegerile prezidențiale din 2007 pe 2 decembrie 2006, la Serres-Castet, în circumscripția sa din Pyrénées-Atlantiques. Este creditat de institutele de sondaj cu aproximativ 8 % din intențiile de vot în decembrie, 10 % la mijlocul lui ianuarie 2007, 12 % la sfârșitul lunii ianuarie, 13 % la mijlocul lui februarie, 19 % la sfârșitul lui februarie, și 22 % în prima jumătate a lunii martie. Sondajele îl dau atunci la egalitate cu candidata socialistă, Ségolène Royal; în turul al doilea, este dat câștigător atât în fața candidatei PS, cât și în fața lui Nicolas Sarkozy.

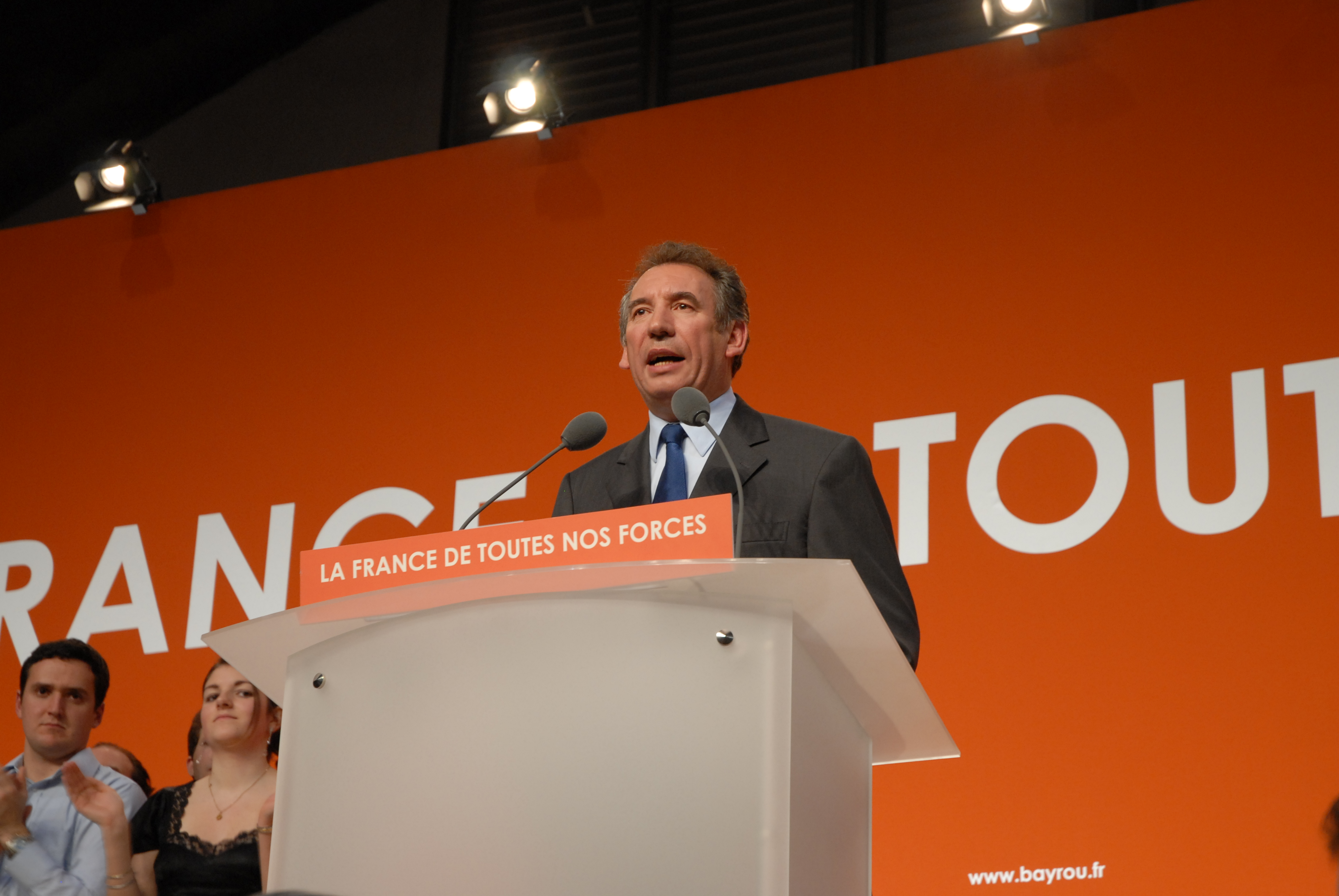
François Bayrou în martie 2007

Mai mulți candidați potențiali și alte personalități se alătură atunci lui François Bayrou: Christian Chavrier de la Partidul Federalist, Corinne Lepage de la partidul ecologist Cap21, Édouard Fillias de la Alternative libérale, Antoine Waechter de la Mișcarea Ecologistă Independentă, Nicolas Miguet de la Rassemblement des contribuables français, miniștrii delegați ai guvernului Villepin Azouz Begag și François Goulard. În martie 2007, François Bayrou publică la editura Plon volumul Projet d'espoir („Proiect de speranță”), care devine cea mai bine vândută carte politică a perioadei (370.000 de exemplare în două luni).
Totuși, în lunile martie și aprilie, Nicolas Sarkozy primește sprijinul mai multor membri sau figuri istoric apropiate de UDF: Valéry Giscard d'Estaing, fondatorul partidului în 1978, care îl acuză pe François Bayrou că „întreține incertitudinea, plutește în gol între politici evident diferite”; Simone Veil, care afirmă că Bayrou este „cel mai rău dintre toți” și că candidatura sa este „o impostură”; Gilles de Robien⁠(d); André Santini etc. Candidatul centrist reacționează la aceste defecțiuni denunțând o „colecție de aleși epuizați”.
Pe 13 aprilie 2007, cu câteva zile înainte de primul tur, Michel Rocard, fost prim-ministru socialist, ale cărui apropiați au îndemnat la vot pentru François Bayrou (colectivele „Spartacus” și „les Gracques”), cere o alianță între UDF, PS și Les Verts. Este urmat de Bernard Kouchner⁠(d), apoi de Claude Allègre⁠(d) și Daniel Cohn-Bendit. Ségolène Royal consideră propunerea „barocă”, iar François Hollande, prim-secretar al Partidului Socialist, o consideră de neconceput. În același timp, Bayrou declară că condamnă „răspicat […] intervenționismul lui Nicolas Sarkozy […] asupra redacțiilor” din mass-media și că „informația este blocată”; cartea de investigație a jurnalistului Jean-Baptiste Rivoire, L’Élysée et les oligarques contre l’info (în română „Élysée și oligarhii împotriva informației”, 2022), merge în același sens.
În cele din urmă, pe 22 aprilie 2007, François Bayrou obține 6.820.119 de voturi (18,57 %) în primul tur, clasându-se pe locul al treilea, în urma lui Nicolas Sarkozy (31,18 %) și a lui Ségolène Royal (25,87 %), ambii calificați pentru turul al doilea.
Între cele două tururi, Ségolène Royal afirmă că guvernul ei ar putea include personalități din UDF. Într-o carte publicată în noiembrie 2007, ea susține că s-a întâlnit fizic cu François Bayrou înainte de turul doi, „propunându-i chiar să fie prim-ministrul [ei]”. Acesta confirmă întâlnirea, declarând că nu a „crezut niciodată că ea ar putea fi aleasă”. La trei zile după primul tur, François Bayrou anunță că nu va da nicio recomandare de vot pentru turul al doilea. Într-o conferință de presă, el îi pune pe cei doi finaliști pe picior de egalitate, considerându-i incapabili să „repare” o Franță „lipsită de creștere”, cu „democrația bolnavă” și „țesutul social sfâșiat”.
Pe de altă parte, acceptă dezbaterea publică propusă de Ségolène Royal, declarând că este gata să participe și la una cu Nicolas Sarkozy, propunere refuzată de acesta din urmă. Dezbaterea propusă de Royal, axată pe convergențele și diferențele dintre proiectele lor politice, este prima dezbatere publică organizată, între cele două tururi ale unei alegeri prezidențiale, între o persoană calificată în turul doi și una necalificată. Presa regională cotidiană, apoi Canal +, refuză să organizeze această dezbatere (motivând respectarea recomandărilor CSA privind egalitatea timpilor de antenă ai celor doi finaliști). François Bayrou denunță în acest sens presiuni exercitate de candidatul UMP și de apropiații săi asupra mass-mediei, cu scopul de a împiedica dezbaterea. Confruntarea are loc în cele din urmă pe 28 aprilie 2007, difuzată de BFM TV și RMC. Presa observă că programele lor economice rămân divergente, „în privința datoriei, fiscalității și timpului de muncă”.
Săptămâna următoare, a doua zi după dezbaterea televizată dintre Nicolas Sarkozy și Ségolène Royal, François Bayrou confirmă că nu va vota pentru Nicolas Sarkozy pe 6 mai, fără a spune totuși dacă o va alege pe Ségolène Royal, dacă va vota alb sau se va abține. Nu dezminte declarațiile apropiaților săi care estimează că programul său este mai apropiat de cel al lui Nicolas Sarkozy decât de cel al lui Ségolène Royal.
Trei ani mai târziu, în decembrie 2010, declară că a votat alb. Potrivit institutelor de sondaj TNS Sofres și Ipsos, în turul al doilea al alegerilor, 40 % dintre alegătorii săi ar fi votat pentru Nicolas Sarkozy, 40 % pentru Ségolène Royal, iar 20 % ar fi votat alb, nul sau s-ar fi abținut.

### Sub președinția lui Nicolas Sarkozy (2007–2012)

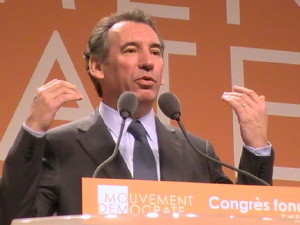
François Bayrou la congresul fondator al Mișcării Democrate, în 2007.

În linia anunțului făcut de François Bayrou în timpul campaniei prezidențiale, consiliul național al UDF votează aproape în unanimitate, la 10 mai 2007, o moțiune pentru crearea Mișcării Democrate (MoDem). MoDem apare astfel ca succesorul Partidului Democrat (PD), care nu a mai fost constituit oficial, dar a fost anunțat de François Bayrou la 25 aprilie. Noul partid se revendică în mod clar ca o formațiune de opoziție față de noul președinte al Republicii, Nicolas Sarkozy, și își afirmă această poziționare cu ocazia alegerilor legislative din iunie 2007, la care nu reușește însă să egaleze scorul obținut de Bayrou la prezidențiale.
Un număr important de deputați UDF aflați la final de mandat dezaprobă această nouă strategie și se apropie de majoritatea prezidențială cu ocazia acestor alegeri legislative. Reuniți în jurul noului ministru al Apărării, Hervé Morin⁠(d), fost președinte al grupului UDF în Adunarea Națională, ei fondează Noul Centru (Nouveau Centre), o formațiune care se revendică din dreapta centristă și din tradiția UDF. Reales deputat în departamentul Pirinei Atlantici, François Bayrou asistă la plecarea majorității foștilor săi colegi către Noul Centru: doar alți trei deputați în funcție candidează sub eticheta UDF-MoDem, însă doi dintre ei (Gilles Artigues și Anne-Marie Comparini) sunt înfrânți; în Pirinei, Jean Lassalle⁠(d) este reales în singura confruntare în trei (triangulaire) din țară, iar MoDem mai obține un nou deputat, Abdoulatifou Aly în Mayotte. Partidul nu reușește astfel să formeze un grup parlamentar în Adunarea Națională. Chiar înainte de crearea oficială a MoDem, în decembrie 2007, François Bayrou înregistrează o dezertare mediatizată: Jean-Marie Cavada, considerat până atunci unul dintre locotenenții săi principali, părăsește proiectul. Obținând poziția de cap de listă pentru al 12-lea arondisment din Paris, el se alătură listei candidatei UMP la primăria Parisului, Françoise de Panafieu⁠(d).
François Bayrou este ales președinte al MoDem pe 2 decembrie 2007, cu 96,8 % din voturi. Cap de listă la alegerile municipale din 2008 la Pau, el ratează la limită victoria, obținând 38,8 % din voturi în turul al doilea, pierzând cu 342 de voturi în fața candidatei socialiste Martine Lignières-Cassou (39,8 %); candidatul susținut de UMP, Yves Urieta, primarul în funcție (fost PS), care s-a menținut în turul al doilea, obține 21,4 % din voturi (față de 27,8 % în primul tur), contribuind parțial la înfrângerea președintelui MoDem. Per ansamblu, cele două componente ale fostului UDF suferă la alegerile municipale din cauza sciziunii în fostul UDF în orașele cu tradiție giscardiană de pe țărmul mediteranean.

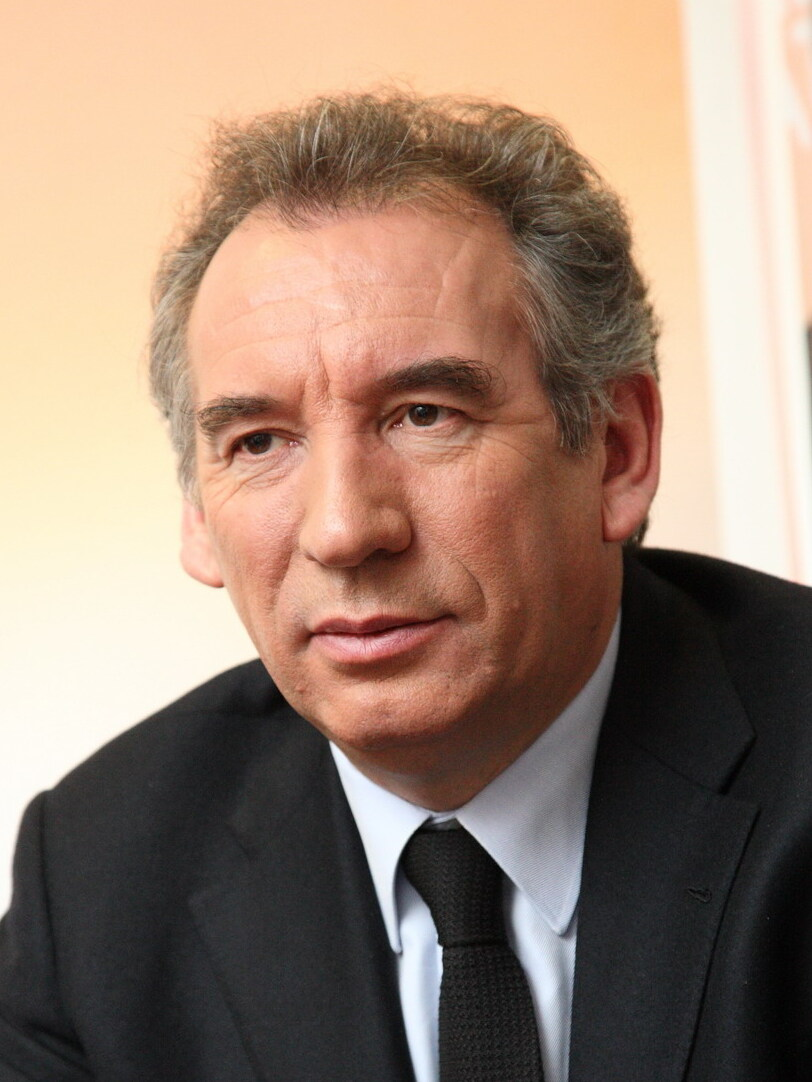
François Bayrou în 2010.

În același timp, defecțiunile continuă, precum și criticile legate de modul în care François Bayrou conduce MoDem, partid acuzat că nu este decât o rampă de lansare pentru ambițiile sale prezidențiale. Astfel, Jean Arthuis, în aprilie 2008, declară despre François Bayrou că „nu poți conduce un partid ca pe o sectă”. Eurodeputatul Thierry Cornillet califică drept „sinucigașă” politica președintelui MoDem, care „și-ar sacrifica aleșii pentru o himeră prezidențială”. Dorind să demonstreze caracterul marginal al acestor plecări și să-și reafirme autoritatea în fața criticilor interne, François Bayrou propune supunerea la vot a membrilor a unei contribuții în care își apără strategia de independență: Thierry Cornillet (susținut de senatorii Yves Détraigne, Françoise Férat, Philippe Nogrix și Catherine Morin-Desailly) renunțând la depunerea unei contribuții, doar textul președintelui MoDem este supus la vot în iunie 2008; acesta obține aprobarea a 98 % dintre votanți.
La alegerile europene din 2009, François Bayrou duce o campanie împotriva orientărilor lui José Manuel Barroso, președintele Comisiei Europene, pe care îl consideră „subordonat Americii”. În acest sens, el susține candidaturile lui Guy Verhofstadt sau Mario Monti la conducerea Comisiei. În cadrul unei dezbateri televizate din 4 iunie 2009 împotriva capului de listă al Verzilor, Daniel Cohn-Bendit, are un schimb tensionat de replici cu acesta din urmă, care i se adresează pe un ton provocator. Trei zile mai târziu, pe 7 iunie, listele „Democrați pentru Europa” obțin 8,5 % din voturi (locul 4, după Europa Ecologie cu 16,3 %, Partidul Socialist cu 16,5 % și UMP cu 27,9 %) și șase locuri în Parlamentul European, scor mult sub cel obținut de UDF în 2004.
Cu puțin timp înainte de alegerile regionale din 2010, Mișcarea Democrată se confruntă cu noi defecțiuni și critici din partea membrilor săi. În același timp, intențiile de vot în favoarea partidului scad drastic. Listele partidului obțin în cele din urmă 4,2 % la nivel național.
François Bayrou este reales președinte al MoDem pe 12 decembrie 2010, cu 94,7 % din voturile exprimate, apoi din nou pe 16 ianuarie 2014, cu 87 %.

### Candidatura la alegerile prezidențiale din 2012
François Bayrou își anunță candidatura la alegerile prezidențiale din 2012 pe 7 decembrie 2011, declarând că se prezintă ca un „om liber”.
La sfârșitul anului 2011 și începutul lui 2012, mai mulți foști miniștri chiriacieni și personalități ale dreptei centriste i se alătură, printre care foștii UDF Jean Arthuis, Alain Lambert⁠(d), Anne-Marie Idrac, Bernard Bosson, Pierre Albertini sau Philippe Douste-Blazy. François Bayrou primește de asemenea sprijinul a circa douăzeci de senatori de dreapta diversă și al mai multor parlamentari villepinieni la începutul anului 2012, precum Yves Pozzo di Borgo. Fostul responsabil al campaniei web a lui Nicolas Sarkozy din 2007, membru al Partidului Liberal, Arnaud Dassier, își anunță și el sprijinul. Pe 11 aprilie 2012, primește în plus susținerea a circa patruzeci de personalități gaulliste și villepiniene.
El pune accentul pe ceea ce numește „a produce în Franța și a consuma francez”, pe reducerea datoriei prin controlul cheltuielilor, pe educație, dorind să acorde o atenție specială „fundamentelor” în ciclul primar (cititul, scrisul, socotitul), apărând în special utilizarea calculului mintal, și din nou pe reforma instituțiilor, promițând organizarea unui referendum pe acest subiect în același timp cu primul tur al alegerilor legislative din iunie 2012.

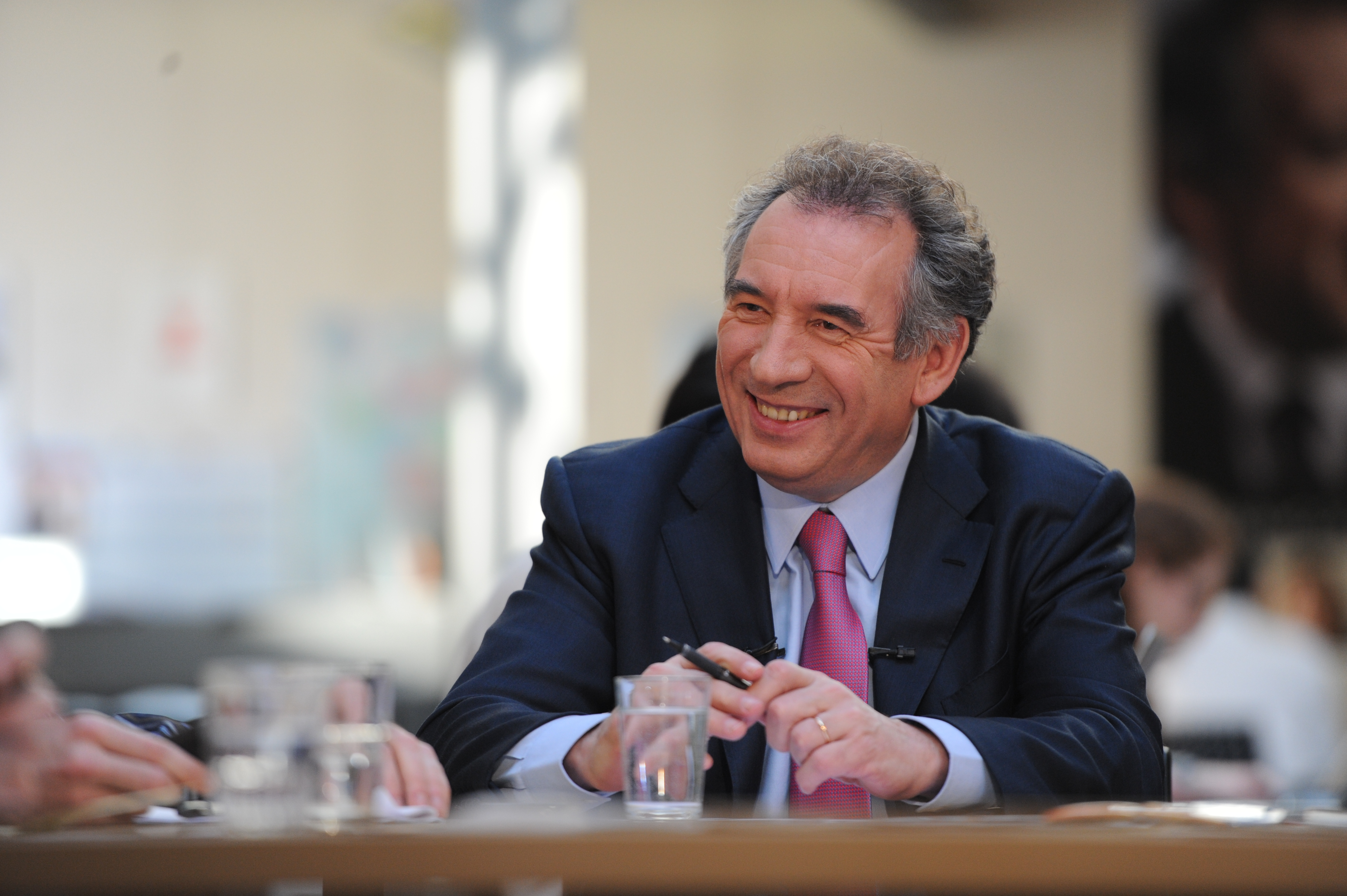
François Bayrou la sediul MoDem, în 2012.

După un început de campanie în care candidatul vede dublarea intențiilor de vot în favoarea sa, pe 4 martie 2012 el regăsește în cadrul unui sondaj a treia poziție din 2007, la egalitate cu Marine Le Pen, cu 15 %, înainte ca intențiile de vot în favoarea sa să înceapă să scadă treptat.
Obținând în cele din urmă 3.275.122 de voturi în primul tur (9,13 % din voturile exprimate), el se clasează pe locul al cincilea, după Marine Le Pen și Jean-Luc Mélenchon, un scor de două ori mai mic decât cel din 2007 (18,57 %), dar mai bun decât cel din 2002 (6,84 %).
După eliminarea sa, le scrie o scrisoare publică celor doi candidați din turul al doilea, Nicolas Sarkozy și François Hollande, întrebându-i despre programele lor, pentru a putea eventual să își exprime susținerea sau să ia poziție pentru turul al doilea. Pe 3 mai 2012, anunță că va vota personal pentru François Hollande, fără a da însă vreo indicație de vot alegătorilor săi. Această decizie îi atrage critici din partea dreptei și a mai multor centriști.

### Sub președinția lui François Hollande (2012–2017)
Candidat pentru realegere la alegerile legislative din iunie 2012 în a doua circumscripție a departamentului Pyrénées-Atlantiques, François Bayrou ajunge pe locul al doilea în primul tur, cu 23,6 % din voturile exprimate. Într-un tur doi cu trei candidați, în care se confruntă cu candidata socialistă Nathalie Chabanne (34,9 % în primul tur) și candidatul UMP Éric Saubatte (21,7 % în primul tur), el obține doar 30,2 % din voturile exprimate, față de 42,8 % pentru Nathalie Chabanne, care este aleasă, și 27 % pentru Éric Saubatte.
Pe 5 noiembrie 2013, în calitate de președinte al MoDem, semnează împreună cu Jean-Louis Borloo, președintele Uniunii Democraților și Independenților (UDI), o cartă care unește cele două partide într-o platformă politică comună, L'Alternative, cu ambiția de a forma liste comune la alegerile naționale, europene și regionale, precum și de a organiza alegeri primare comune între partidele centriste în vederea alegerilor prezidențiale din 2017. Acest proiect este totuși suspendat în urma retragerii lui Jean-Louis Borloo din viața politică, succesorul său, Jean-Christophe Lagarde⁠(d), preferând alianțele cu dreapta condusă de Nicolas Sarkozy. În cele din urmă, MoDem se alătură, de cele mai multe ori, acestor alianțe cu dreapta.
În septembrie 2013, François Bayrou își anunță intenția de a candida din nou la primăria orașului Pau, în anul următor. Beneficiază de sprijinul UMP, care nu prezintă candidat împotriva sa. Lista pe care o alcătuiește include reprezentanți ai UMP, printre care și Éric Saubatte, fostul său adversar la alegerile legislative din 2012. Această listă obține 41,9 % din voturi în primul tur, apoi 62,6 % în turul al doilea, față de 37,4 % pentru lista condusă de deputatul socialist David Habib; Bayrou este ales primar al orașului Pau pe 4 aprilie. Zece zile mai târziu, este ales președinte al comunității de aglomerație Pau-Pyrénées cu 42 de voturi (2 nule și 21 albe), din partea celor 65 de aleși înscriși reprezentând cele 14 comune ale aglomerației.

### Alianță cu Emmanuel Macron și efemer ministru al Justiției (2017)

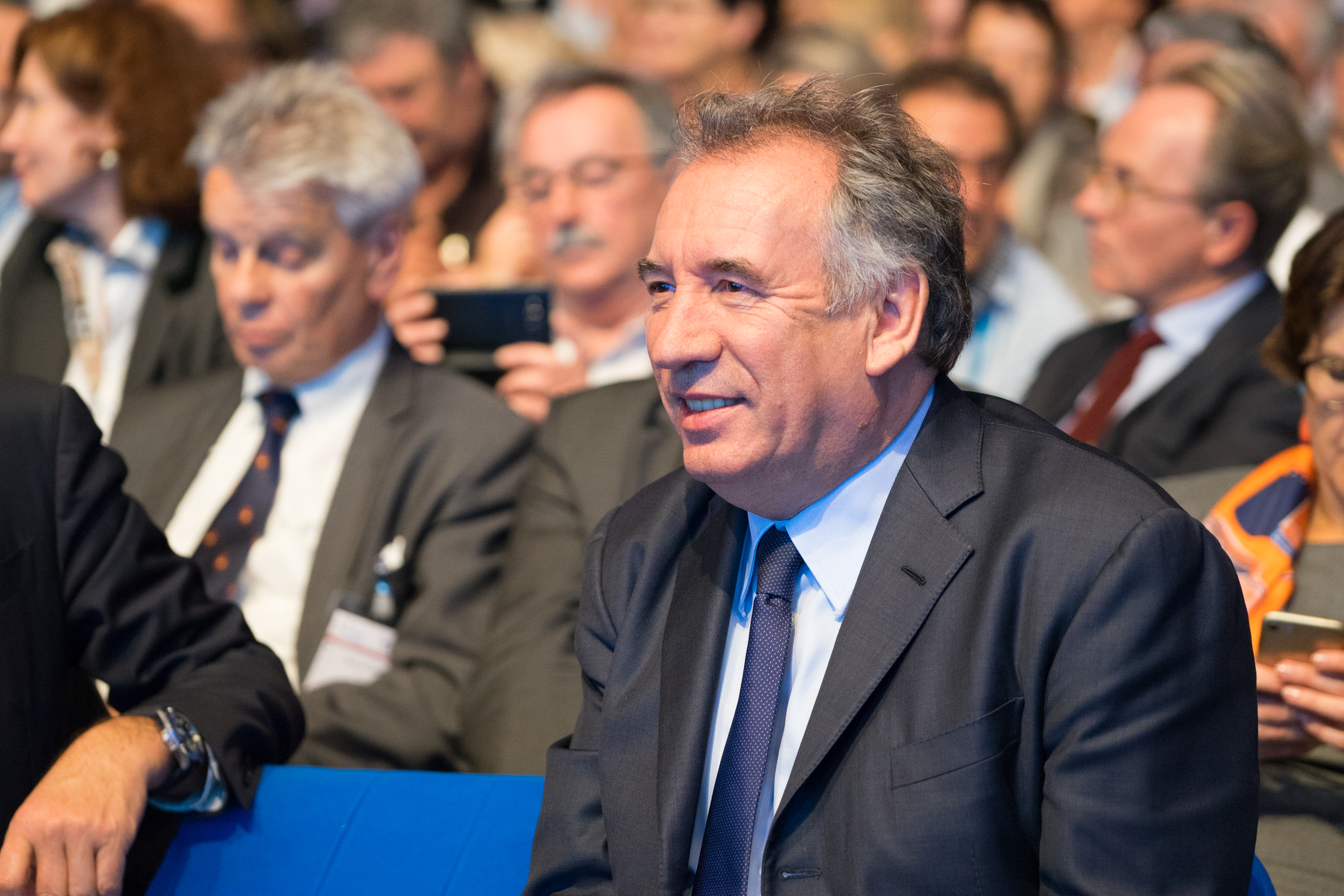
François Bayrou în 2017.

La scurt timp după anunțarea candidaturii lui Alain Juppé la alegerile primare ale dreptei și centrului în vederea alegerilor prezidențiale din 2017, François Bayrou își declară sprijinul pentru primarul din Bordeaux, refuzând însă ca MoDem să participe oficial la aceste alegeri primare, pentru a putea bloca ascensiunea lui Nicolas Sarkozy, în cazul în care acesta ar fi desemnat candidat. După victoria categorică a lui François Fillon, devenit astfel candidatul republicanilor și al aliaților acestora în cursa pentru Élysée, Bayrou dezminte că ar fi încheiat un acord cu acesta.
Întrebat pe 7 septembrie 2016 despre candidatura lui Emmanuel Macron, președintele mișcării En marche, care, asemenea lui, își propune să depășească clivajul dreapta-stânga, Bayrou apreciază că această candidatură se înscrie în linia celor ale lui Sarkozy în 2007 și Dominique Strauss-Kahn în 2012, acuzând „lumea marilor interese și a banului” că se află în spatele candidaturii sale. Această relație i se pare „incompatibilă cu imparțialitatea cerută de funcția politică”, motiv pentru care anunță că „va duce lupta pentru ca acest lucru să nu se întâmple”.
Totuși, în cadrul unei declarații de presă din 22 februarie 2017 privind decizia sa în perspectiva viitoarelor alegeri, François Bayrou afirmă că Franța este „descompusă” și propune o alianță lui Emmanuel Macron, pentru a evita riscul dispersării voturilor. El formulează patru condiții pentru această propunere (respectiv o adevărată schimbare în practicile politice, o lege pentru moralizarea vieții publice, îmbunătățirea remunerației muncii și introducerea votului proporțional la alegerile legislative); Emmanuel Macron acceptă imediat propunerea sa. Decizia președintelui MoDem este totuși criticată de aleși atât din dreapta, cât și din stânga, în special din cauza incoerenței față de declarațiile sale anterioare despre fostul ministru al Economiei.
În perioada dintre cele două tururi ale alegerilor prezidențiale, François Bayrou critică alianța lui Nicolas Dupont-Aignan⁠(d) cu Frontul Național condus de Marine Le Pen, aceasta fiind adversara lui Emmanuel Macron în turul al doilea al alegerilor. Pe 28 aprilie 2017, califică această alianță drept „o rușine imensă”, punând sub semnul întrebării gaullismul președintelui formațiunii Debout la France („Ridică-te, Franța”) .
După publicarea de către La République en marche a listei candidaților săi pentru alegerile legislative, Bayrou își exprimă dezamăgirea și declară că aceasta „nu este în niciun caz cea cu care MoDem a fost de acord”. Fusese convenit cu Emmanuel Macron, în schimbul sprijinului oferit pentru alegerile prezidențiale, ca 120 de circumscripții să fie rezervate pentru membri ai MoDem, însă doar 30 le vor fi propuse după alegeri.
La 17 mai 2017, François Bayrou este numit ministru de stat, ministru al Justiției (Garde des Sceaux) în guvernul Philippe I.
Potrivit unor informații publicate de Le Canard enchaîné, asistenta parlamentară a lui Marielle de Sarnez ar fi fost în realitate secretara personală a lui François Bayrou și, prin urmare, ar fi fost remunerată de Parlamentul European pentru un post fictiv. Deși François Bayrou neagă acuzațiile și promite dovezi, mărturii citate de Le Canard enchaîné și Corinne Lepage confirmă caracterul fictiv al acestui post și incriminează un sistem de angajări fictive creat de MoDem în cadrul Parlamentului European pentru a-și remunera personalul cu bani publici. O anchetă realizată de France Info menționează aproximativ zece angajați ai MoDem care au fost plătiți ca asistenți parlamentari.
François Bayrou îl contactează personal pe un responsabil al postului de radio pentru a se plânge de anchetă, „în calitate de simplu cetățean”, dar este ulterior admonestat de premierul Édouard Philippe. În acest context, Bayrou anunță pe 21 iunie că nu va face parte din guvernul Philippe II. Este înlocuit de Nicole Belloubet, după doar 35 de zile petrecute la conducerea Ministerului Justiției.

### Întoarcerea la Pau și înalt comisar pentru planificare (2017–2025)

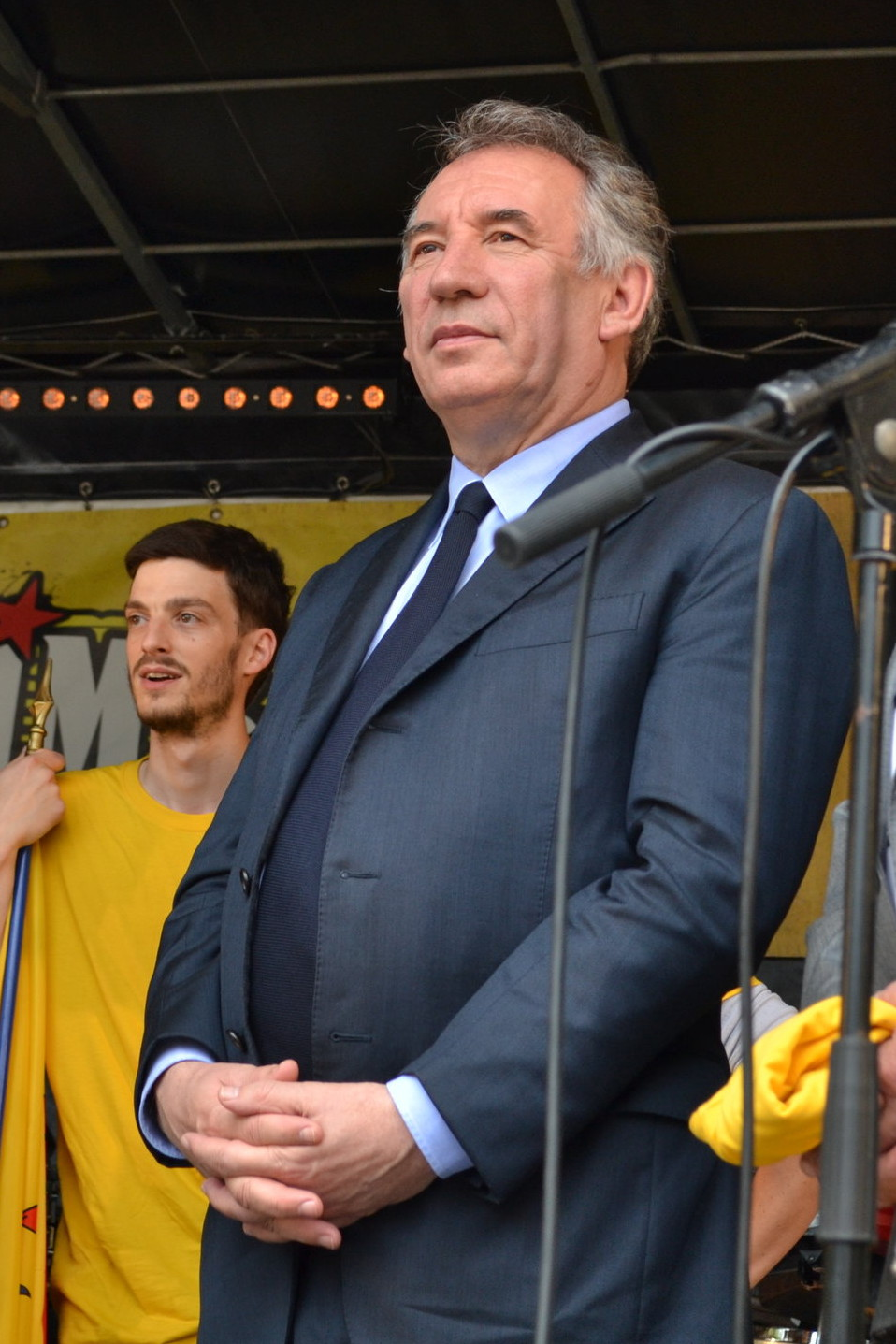
François Bayrou în 2018.

Singur candidat pentru propria succesiune la președinția MoDem, François Bayrou este reales pe 15 decembrie 2017 cu 93,8 % din voturi. Deși a fost un timp luat în calcul pentru a conduce lista comună LREM–MoDem la alegerile europene din 2019, refuză să candideze, afirmând că dorește „reînnoirea”.
În decembrie 2019, este pus sub acuzare pentru „complicitate la deturnare de fonduri publice” în cazul asistenților parlamentari europeni ai partidului centrist, caz care determinase plecarea sa din guvern în iunie 2017. Mai mulți responsabili ai MoDem sunt, de asemenea, puși sub acuzare, printre care Sylvie Goulard⁠(d), Michel Mercier și Marielle de Sarnez. Slăbit în contextul în care pledase de mult timp pentru etică în politică, François Bayrou exclude demisia din funcția de primar al orașului Pau.
În primul tur al alegerilor municipale din 2020, lista pe care o conduce la Pau se clasează pe primul loc cu 45,8 % din voturi. În turul al doilea, lista sa câștigă cu 55,5 % din voturile exprimate, față de 44,5 % pentru cea a candidatului de stânga independent Jérôme Marbot. Imediat după, este reales președinte al comunității de aglomerație Pau Béarn Pyrénées.
La primăria din Pau, își formează o echipă compusă în special din foști membri ai UMP și își câștigă o reputație de „constructor” (renovarea halelor orașului, lansarea lui Fébus — o linie de autobuze cu hidrogen, construirea polului cultural Foirail), dar datoria orașului se dublează, iar opoziția îl acuză de o viziune „foarte verticală” asupra puterii.
În septembrie 2020, François Bayrou este numit de Emmanuel Macron în funcția de înalt comisar pentru planificare (HCP), exercitând această funcție în mod gratuit. Misiunea sa este de a „ghida alegerile autorităților publice” în ceea ce privește aspectele demografice, economice, sociale, de mediu, sanitare, tehnologice și culturale. Potrivit publicației Le Monde, această funcție îi ocupă puțin timp, dar îi permite mai ales să-și păstreze influența în anturajul lui Emmanuel Macron.
Trei luni mai târziu, în decembrie, este reales președinte al MoDem cu 96 % din voturile exprimate.
În timpul campaniei prezidențiale din 2022, pledează pentru crearea unei „bănci de semnături”, care ar permite, printre alții, Marine Le Pen și lui Éric Zemmour — aflați în dificultate în colectarea celor 500 de semnături — să poată candida. El însuși își acordă semnătura candidatei Rassemblement national (Adunarea Națională), declarând că o face pentru a „salva democrația”.
După realegerea lui Emmanuel Macron, consideră că acordul încheiat de Noua Uniune Populară Ecologică și Socială (NUPES) este „un eveniment extrem de trist”; critică în special principiul de nesupunere față de Uniunea Europeană prevăzut în acord, despre care afirmă că ar duce la „sfârșitul Europei”, precum și intenția lui Jean-Luc Mélenchon de a „ieși din NATO”.
La începutul celui de-al doilea mandat prezidențial al lui Emmanuel Macron, François Bayrou se numără printre persoanele menționate ca posibili reprezentanți ai majorității prezidențiale la următoarele alegeri prezidențiale. Deși va avea 76 de ani în 2027, nu exclude această posibilitate și invocă exemplul celei de-a treia alegeri a președintelui brazilian Lula, la vârsta de 77 de ani, pentru a-și justifica ambițiile. Totuși, testat de institutul Ifop în martie 2023 ca posibil candidat unic al coaliției Ensemble, el este creditat doar cu locul al patrulea, sub pragul de 10 % din intențiile de vot. Problemele sale judiciare amenință, de asemenea, o eventuală candidatură.
După ce a fost vehiculat drept posibil membru al guvernului Gabriel Attal în februarie 2024, în urma achitării sale în dosarul asistenților parlamentari ai MoDem din Parlamentul European, anunță că nu va intra în executiv, invocând o „lipsă de acord profund asupra direcției politice de urmat”. La formarea acestui guvern, cu o lună mai devreme, se declarase „nemulțumit”, considerând componența acestuia prea orientată spre dreapta și amenințase chiar că va prezenta o listă proprie la alegerile europene din 2024.
Clément Beaune îi succede în martie 2025 în funcția de înalt comisar pentru planificare. Bilanțul lui François Bayrou în această funcție este controversat. Un raport special al Adunării Naționale din 2023 exprima „îndoieli” privind impactul avizelor emise, în timp ce un raport senatorial din anul următor indica faptul că HCP a produs doar 18 studii, dintre care multe foarte asemănătoare cu lucrările altor organisme precum France Stratégie. La rândul său, François Bayrou consideră că notele elaborate au fost „utile președintelui Republicii” și au „contribuit la schimbarea percepției opiniei publice asupra unor subiecte sensibile” precum energia nucleară, datoria publică, politica industrială sau demografia.

### Prim-ministru (din 2024)

#### Numirea

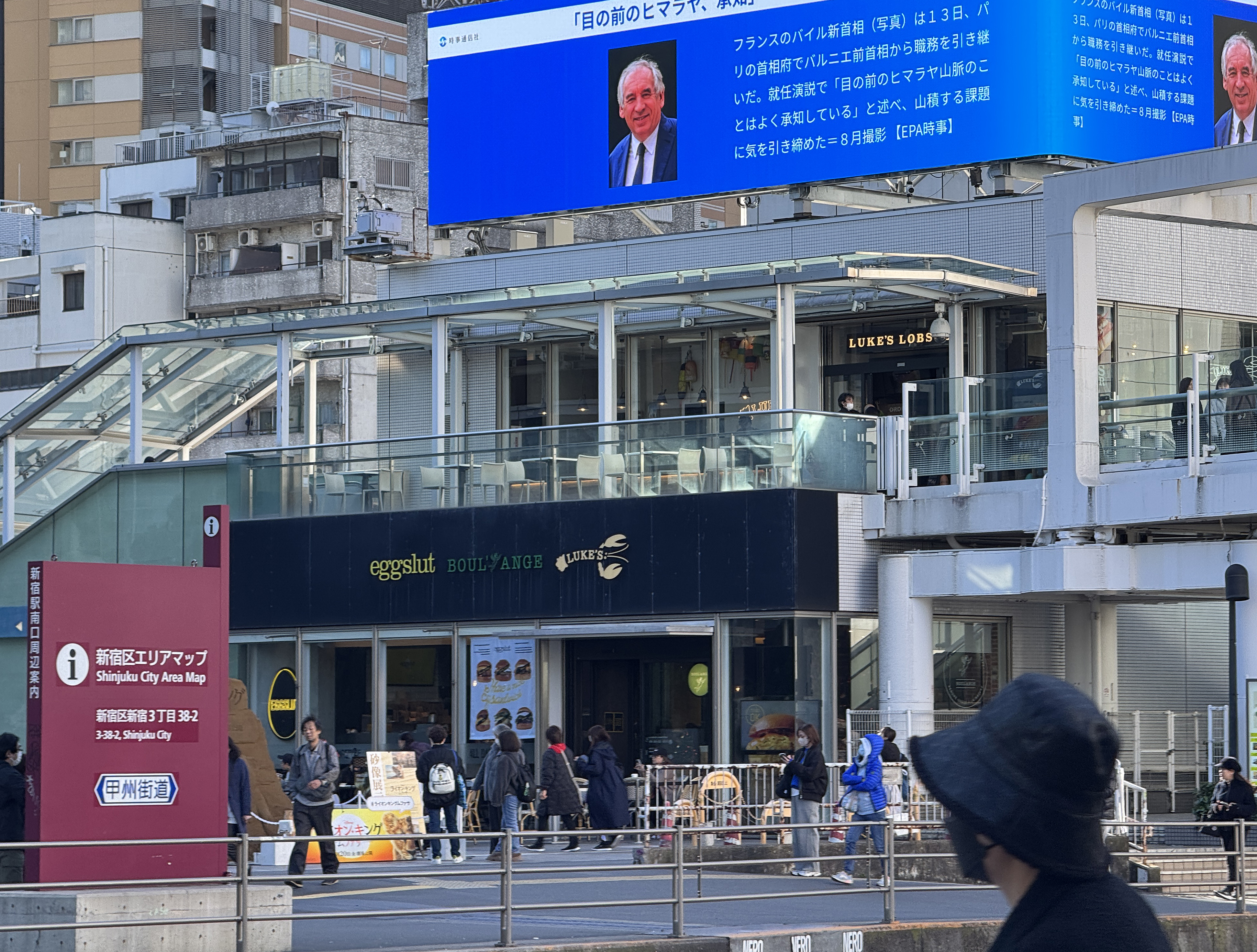
Fotografii cu François Bayrou la Shinjuku (Tokyo) în ziua de după numirea sa la Matignon.

Pe 13 decembrie 2024, François Bayrou este numit prim-ministru de către președintele Emmanuel Macron, în plină criză politică, din cauza unei Adunări Naționale divizate în trei blocuri de importanță relativ egală, în urma alegerilor legislative anticipate din iunie-iulie și a căderii guvernului condus de Michel Barnier.
Mass-media relatează că François Bayrou nu a fost prima alegere a șefului statului, Jean-Yves Le Drian fiind cel solicitat inițial. Este evocat un schimb tensionat în zorii zilei de 13 decembrie, în cursul căruia Emmanuel Macron i-ar fi spus președintelui MoDem că nu va fi desemnat; acesta ar fi amenințat atunci că părăsește coaliția prezidențială. Deși Sébastien Lecornu⁠(d) se bucura de preferința președintelui, Emmanuel Macron îl numește în cele din urmă pe François Bayrou în funcția de prim-ministru, câteva ore mai târziu.
În aceeași zi, la ceremonia de predare a mandatului cu predecesorul său Michel Barnier, François Bayrou amintește că a avertizat întotdeauna, de-a lungul carierei sale politice, asupra problemei datoriei și a deficitelor publice și afirmă că se află în fața unui „Himalaya de dificultăți”. El declară că „reconcilierea este necesară”, citându-l pe fostul rege al Franței Henric al IV-lea, originar ca și el din Béarn și a cărei aniversare se sărbătorea în acea zi.

#### Debut dificil
François Bayrou decide să rămână primar al orașului Pau, declarând că este favorabil cumulului de mandate, după ce anterior s-a opus îndelung acestei practici. Această alegere provoacă o polemică, mai ales din cauza prezenței sale la ședința consiliului municipal din 16 decembrie, în timp ce departamentul Mayotte era afectat de o catastrofă naturală în urma trecerii ciclonului Chido.
Componența guvernului său este prezentată pe 23 decembrie, ceea ce declanșează o nouă controversă, deoarece coincide cu ziua de doliu național decretată în memoria victimelor din Mayotte. Guvernul este paritar și numără 36 de membri, dintre care 14 provin din partidul Renaissance, 8 din Les Républicains și 3 din MoDem. Mai mult de jumătate dintre membrii săi au făcut parte și din guvernul Barnier. Sunt numiți patru miniștri de stat, dintre care doi foști prim-miniștri — o premieră —: Élisabeth Borne, la Educație Națională, și Manuel Valls, la Departamentele de peste mări. Gérald Darmanin⁠(d) este numit la Justiție, iar Bruno Retailleau la Interne.
Potrivit unui sondaj realizat de Ifop, este pentru prima dată din 1959 când un prim-ministru nou-numit are o popularitate atât de scăzută (34 % opinii favorabile). Cota sa de popularitate scade și mai mult în lunile următoare. În aprilie 2025, el depășește vârsta pe care o avea Michel Barnier la plecarea acestuia din funcție, devenind astfel cel mai în vârstă prim-ministru în exercițiu din istoria celei de-a Cincea Republici.

#### Exercitarea funcției

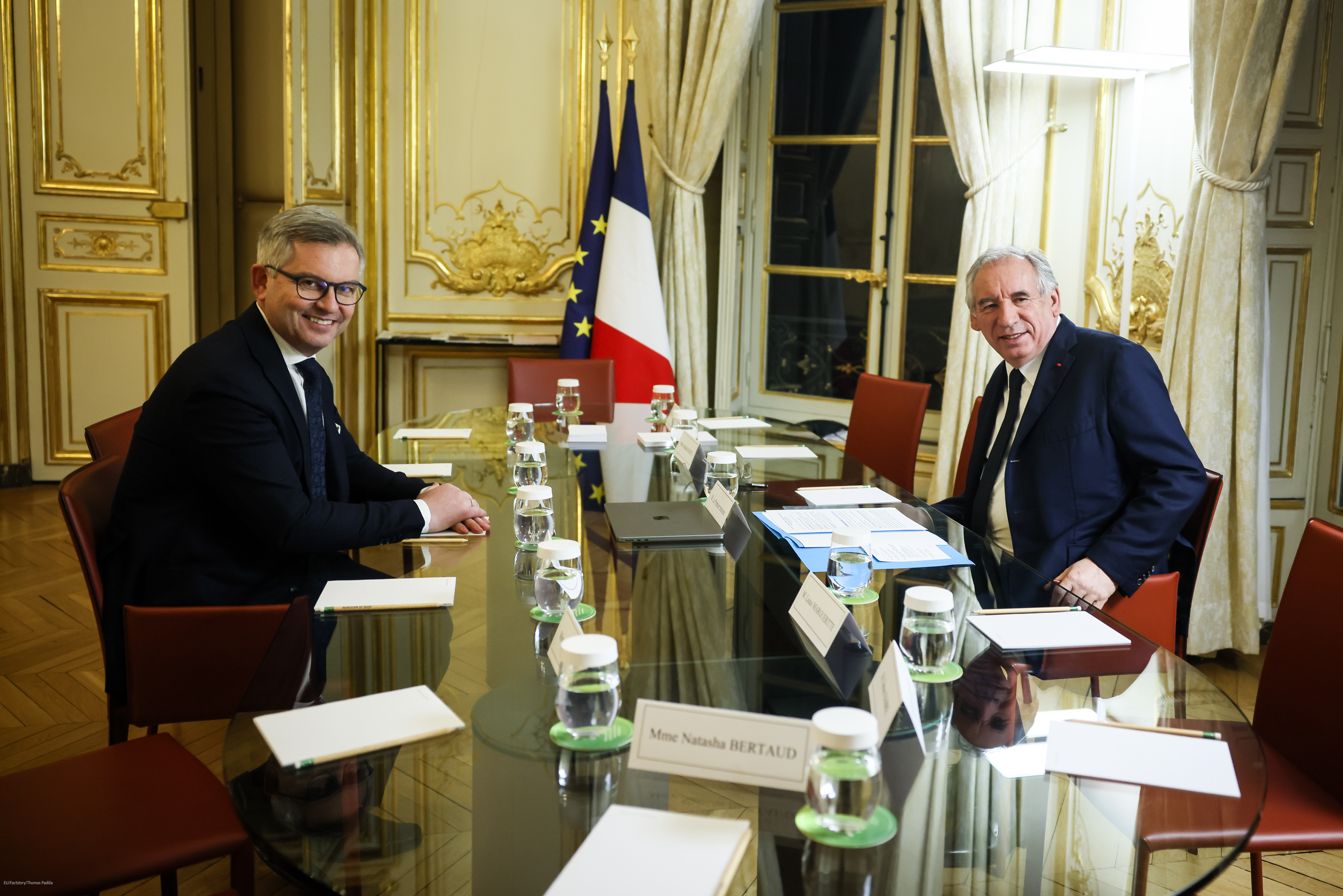
François Bayrou și Magnus Brunner, comisar european pentru Afaceri Interne și Migrație, în ianuarie 2025.

François Bayrou își prezintă declarația de politică generală în fața Adunării Naționale la 14 ianuarie 2025. Deși guvernul său este minoritar, el nu solicită un vot de încredere. O moțiune de cenzură depusă de grupul La France insoumise și susținută de grupurile comunist și ecologist este respinsă la 16 ianuarie, nefiind votată de grupurile Rassemblement national și socialist.
La 3 februarie, în contextul în care bugetul de stat pentru anul 2025 nu fusese încă adoptat, François Bayrou recurge de două ori la articolul 49.3 din Constituție pentru a adopta legea bugetară și legea de finanțare a Securității sociale fără vot în Parlament. Grupul LFI depune atunci două moțiuni de cenzură împotriva guvernului său; Partidul Socialist nu le votează, dar depune o altă moțiune prin intermediul articolului 49.2, care este respinsă.
Pentru a asigura stabilitatea guvernului său, François Bayrou încearcă într-o primă fază să obțină sprijinul Partidului Socialist, anunțând în ianuarie 2025 un „conclav” privind sistemul de pensii între patronat și sindicate, fără a exclude revenirea asupra reformei din 2023 care a stabilit vârsta legală de pensionare la 64 de ani. Totuși, în luna martie, el declară că revenirea la vârsta de 62 de ani nu este posibilă, generând tensiuni cu mai mulți parteneri politici, inclusiv cu socialiștii.

## Decorații
La 8 octombrie 1997, François Bayrou este promovat la gradul de comandor al Ordinului Palmelor Academice cu titlul de „fost ministru al Educației Naționale, Învățământului Superior și Cercetării”.
La 29 decembrie 2022, François Bayrou este numit la gradul de ofițer al Ordinului Național al Legiunii de Onoare cu titlul de „fost ministru de stat, fost deputat de Pyrénées-Atlantiques, primar al orașului Pau, înalt comisar pentru Planificare; 48 de ani de servicii”.

## Publicații

### Corespondență
O mare parte din corespondența lui François Bayrou este păstrată la Arhivele Naționale sub cota 692AP.

### Opere
- Bayrou, François (24 octombrie 1990). 1990‑2000, La Décennie des mal‑appris (1990‑2000, Deceniul celor prost‑învățați) (în franceză). Paris: Flammarion.
- Bayrou, François (23 iunie 1993). Henri IV, le Roi libre (Henric al IV‑lea, Regele liber). Grandes biographies (în franceză). Paris: Flammarion.
- Bayrou, François (6 noiembrie 1996). Le Droit au sens (Dreptul la sens) (în franceză). Paris: Flammarion.
- Bayrou, François (1998). Henri IV raconté par François Bayrou (Henric IV povestit de François Bayrou) (în franceză). Paris: Perrin jeunesse.
- Bayrou, François (13 mai 1998). Ils portaient l’écharpe blanche : l’aventure des premiers réformés, des Guerres de religion à l’édit de Nantes, de la Révocation à la Révolution (Ei purtau eșarfa albă: aventura primilor reformați, din Războaiele Religioase până la Editul de la Nantes, de la Revocare la Revoluție) (în franceză). Paris: Grasset.
- Bayrou, François; Pierre‑Brossolette, Sylvie (1999). Hors des sentiers battus : entretiens avec Sylvie Pierre‑Brossolette (Ieșind din cărările bătătorite: interviuri cu Sylvie Pierre‑Brossolette) (în franceză). Paris: Hachette Littératures.
- Bayrou, François (28 noiembrie 2001). Relève (Schimbarea generației) (în franceză). Paris: Grasset.
- Chaline, Nadine-Josette; Bayrou, François; Baudis, Dominique (2003). Jean Lecanuet : témoignages de François Bayrou et Dominique Baudis (Jean Lecanuet: mărturii ale lui François Bayrou și Dominique Baudis) (în franceză). Paris: Beauchesne.
- Bayrou, François (7 aprilie 2005). Oui : Plaidoyer pour la Constitution européenne (Da: pledoarie pentru Constituția europeană) (în franceză). Paris: Plon.
- Bayrou, François (11 octombrie 2006). Au nom du Tiers‑État (În numele Stării a Treia) (în franceză). Paris: Hachette Littératures.
- Bayrou, François (2 martie 2007). Projet d’Espoir (Proiect de speranță) (în franceză). Paris: Plon.
- Bayrou, François (23 aprilie 2009). Abus de pouvoir (Abuz de putere) (în franceză). Paris: Plon.
- Issartel, Thierry; Bouchard, Jean‑Pierre (26 noiembrie 2010). Henri IV : les clés d’un règne (Henric IV: cheile domniei) (în franceză). Pau: Éditions Gascogne.
- Bayrou, François (18 august 2011). 2012 : État d’urgence (2012: Stare de urgență) (în franceză). Paris: Plon.
- Bayrou, François (22 martie 2012). La France solidaire (Franța solidară) (în franceză). Paris: Plon.
- Bayrou, François (14 martie 2013). De la vérité en politique (Despre adevăr în politică) (în franceză). Paris: Plon.
- Bayrou, François (1 februarie 2017). Résolution française (Rezoluție franceză) (în franceză). Pau: Éditions de l'Observatoire.